# The Rink (musical)
The Rink é um musical com um livro de Terrence McNally, letras de Fred Ebb, e música de John Kander, sendo a décima colaboração da dupla Kander e Ebb.
O musical gira em torno de Anna, a proprietária de uma decadente pista de patinação no gelo na calçadão de um resort à beira-mar em decadência, que decidiu vendê-la para empreendedores imobiliários. Complicando seus planos está sua filha pródiga, Angel, que retorna à cidade em busca de reconectar-se com as pessoas e os lugares que ela deixou para trás há muito tempo. Através de uma série de flashbacks, revelações e desenvolvimento mínimo da trama, as duas lidam com seus passados em uma tentativa de se reconciliar e seguir em frente com suas vidas.

## História de produção

### Antecedentes
O musical começou como um pequeno musical off-Broadway com música de Kander e Ebb, um livro de Albert Innaurato, e direção de Arthur Laurents, centrado em uma mãe ítalo-americana e sua filha distante. Como o projeto não estava indo bem, Terrence McNally foi chamado para escrever o livro e Laurents saiu. No lugar do musical intimista, agora havia um pequeno coral masculino e grandes cenários.

### Produção
O musical estreou na Broadway em 9 de fevereiro de 1984 no Martin Beck Theatre, onde ficou em cartaz por 204 apresentações e 29 prévias. A produção foi dirigida por A. J. Antoon, com coreografia de Graciela Daniele, cenografia de Peter Larkin, figurino de Theoni V. Aldredge, iluminação de Marc B. Weiss, design de som de Otts Munderloh e direção musical de Paul Gemignani.
O elenco também incluiu Jason Alexander (Lino/Lenny/Punk/Tio Fausto), Kim Hauser (Menina Pequena), Mel Johnson, Jr. (Buddy/Hiram/Mrs. Jackson/Charlie/Pretendente/Junior Miller), Scott Holmes (Rapaz/Dino/Pai Rocco/Debbie Duberman), Scott Ellis (Sortudo/Açúcar/Punk/Arnie/Pretendente/Bobby Perillo/Danny/Cantor Adicional), Frank Mastrocola (Tony/Tom/Punk/Pretendente/Peter Reilly), Ronn Carroll (Ben/Pai de Dino/Irmã Philomena) e Rob Marshall (cantores adicionais). Stockard Channing substituiu Liza Minnelli a partir de 14 de julho de 1984.
O musical teve uma temporada no West End no Cambridge Theatre, estreando em 17 de fevereiro de 1988 e ficando em cartaz até 19 de março de 1988, com 38 apresentações. Josephine Blake e Diane Langton estrelaram como Anna e Angel. Esta produção, dirigida por Paul Kerryson, embora não tenha tido sucesso no grande Cambridge Theatre de Londres, teve sucesso esgotado no menor Forum Theatre em Manchester em 1987, onde sua temporada foi estendida. No dia em que foram emitidos avisos de que o show seria encerrado, o elenco, a orquestra e a equipe realizaram uma ocupação no Cambridge Theatre para protestar que o baixo número de espectadores se devia à má divulgação e envolvimento da mídia pelos produtores. Blake e Langton apareceram no programa de televisão diurno de Alan Titchmarsh para aumentar a conscientização sobre o show.
Kerryson revivou o show no Leicester Haymarket em 1998, estrelando Kathryn Evans e Linzi Hateley.
A Porchlight Music Theatre apresentou The Rink como parte de sua temporada "Porchlight Revisits", na qual encenam três musicais esquecidos por ano. Isso ocorreu em Chicago, Illinois, em outubro de 2016. Foi dirigido e coreografado por Christopher Pazdernik e dirigido musicalmente por Ryan Brewster.
Caroline O'Connor (que foi a substituta de Diane Langton como Angel na produção de Londres de 1988 antes de estrelar em Chicago, Mack and Mabel e Anastasia) interpretou o papel de Anna em uma nova produção no Southwark Playhouse de Londres em maio de 2018.

## Lista de canções
| Ato I - Colored Lights - Chief Cook and Bottle Washer - Don't Ah Ma Me - Blue Crystal - Under the Roller Coaster - Not Enough Magic - We Can Make It - After All These Years - Angel's Rink and Social Center - What Happened to the Old Days? | Ato II - The Apple Doesn't Fall (Very Far From the Tree) - Marry Me - Mrs. A - The Rink - Wallflower - All the Children in a Row - Finale |

## Recepção
Apesar da presença das estrelas de bilheteria Liza Minnelli (como Angel) e Chita Rivera (como Anna), o musical não conseguiu superar as críticas em sua maioria negativas.
No The New York Times, o crítico Frank Rich elogiou Rivera, mas descreveu o espetáculo como "tétrico" e "amargo", repleto de "conteúdo falso, às vezes maldoso" e "pretensões vazias". Sobre o livro, ele escreveu: "O Sr. McNally é um dramaturgo inteligente e espirituoso, mas você nunca saberia disso por este esforço sintético. Seu diálogo é banal, e seus personagens são cifras".
Em reação às críticas negativas, o compositor do espetáculo, John Kander, comentou que o espetáculo "foi a realização mais completa" de suas intenções de qualquer produção que ele havia feito. O letrista Fred Ebb concordou, afirmando que "cada elemento único era exatamente como imaginamos. Lá em cima no palco estavam duas das minhas melhores amigas, Liza e Chita. Foi uma experiência avassaladora; e quando elas não eram tratadas bem, foi como se tivéssemos sido atacados na rua... Esse espetáculo me machucou mais do que qualquer outro que eu escrevi... Senti que havia decepcionado elas."

## Prêmios e nomeações
| Year | Award ceremony   | Category                                         | Nominee                | Result   |
| ---- | ---------------- | ------------------------------------------------ | ---------------------- | -------- |
| 1984 | Tony Award       | Melhor Trilha Sonora Original                    | John Kander & Fred Ebb | Indicado |
| 1984 | Tony Award       | Melhor Performance de Atriz Principal em Musical | Chita Rivera           | Venceu   |
| 1984 | Tony Award       | Melhor Performance de Atriz Principal em Musical | Liza Minnelli          | Indicado |
| 1984 | Tony Award       | Melhor Coreografia                               | Graciela Daniele       | Indicado |
| 1984 | Tony Award       | Melhor Design Cênico                             | Peter Larkin           | Indicado |
| 1984 | Drama Desk Award | Melhor Musical                                   | Melhor Musical         | Indicado |
| 1984 | Drama Desk Award | Melhor Atriz de Musical                          | Chita Rivera           | Venceu   |
| 1984 | Drama Desk Award | Melhor Atriz de Musical                          | Liza Minnelli          | Indicado |
| 1984 | Drama Desk Award | Melhor Diretor de Musical                        | A.J. Antoon            | Indicado |
| 1984 | Drama Desk Award | Melhor Cenografia                                | Peter Larkin           | Indicado |
| 1984 | Drama Desk Award | Melhor Design de Iluminação                      | Marc B. Weiss          | Indicado |

## Trilha sonora
A trilha sonora do musical The Rink apresenta as composições de John Kander e letras de Fred Ebb, conhecidos por seu estilo marcante inspirado pelo jazz quente dos anos 1920.
Segundo o crítico do site AllMusic, embora a história do musical aborde temas de descontentamento e confronto entre gerações, a música contrasta com sua atmosfera nostálgica e cativante.
A canção de abertura, "Colored Lights," interpretada por Liza Minnelli, estabelece o tom do espetáculo com sua melodia envolvente, uma reminiscência dos clássicos da era do jazz.
A trilha sonora também inclui números como "Chief Cook and Bottle Washer," apresentado por Chita Rivera, que mantém o estilo vintage e sofisticado da época.

### Lista de faixas
- Créditos adaptados do LP The Rink, de 1984.[19]

| N.º | Título                           | Vocais | Duração |  |
| 1.  | "Colored Lights"                 | Liza Minnelli | 5:32    |  |
| 2.  | "Chief Cook And Bottle Washer"   | Chita Rivera | 3:55    |  |
| 3.  | "Don't Ah Ma Me"                 | Chita Rivera, Liza Minnelli                                                                                             | 2:33    |  |
| 4.  | "Blue Crystal"                   | Chita Rivera, Scott Holmes                                                                                              | 2:58    |  |
| 5.  | "Under The Rollercoaster"        | Liza Minnelli | 2:03    |  |
| 6.  | "Not Enough Magic"               | Chita Rivera, Frank Mastrocola, Jason Alexande, Liza Minnelli, Mel Johnson Jr., Ronn Carroll, Scott Ellis, Scott Holmes | 4:18    |  |
| 7.  | "We Can Make It"                 | Chita Rivera | 3:29    |  |
| 8.  | "After All These Years"          | The Wreckers | 3:55    |  |
| 9.  | "Angel's Rink And Social Center" | Liza Minnelli, The Wreckers                                                                                             | 3:08    |  |
| 10. | "What Happened To The Old Days?" | Chita Rivera, Mel Johnson Jr., Ronn Carroll                                                                             | 3:40    |  |
| 11. | "The Apple Doesn't Fall"         | Chita Rivera, Liza Minnelli                                                                                             | 4:19    |  |
| 12. | "Marry Me"                       | Jason Alexander | 3:10    |  |
| 13. | "Mrs. A"                         | Chita Rivera, Jason Alexander, Liza Minnelli                                                                            | 3:50    |  |
| 14. | "The Rink"                       | The Wreckers | 3:40    |  |
| 15. | "Wallflower"                     | Chita Rivera, Liza Minnelli                                                                                             | 2:12    |  |
| 16. | "All The Children In A Row"      | Liza Minnelli, Scott Ellis                                                                                              | 5:57    |  |
| 17. | "Finale"                         | Chita Rivera, Liza Minnelli                                                                                             | 1:56    |  |